# Fischerhaus Köllnitz
Das Fischerhaus Köllnitz ist ein Wohnplatz im Ortsteil Groß Schauen der Stadt Storkow (Mark) im Landkreis Oder-Spree im Land Brandenburg.

## Geografische Lage
Der Wohnplatz liegt unmittelbar am nordwestlichen Ufer des Groß Schauener Sees. Von dort fließt das Köllnitzer Fließ über den rund 780 m nordwestlich gelegenen Grunewaldsee und schließlich in die Dahme. Westlich liegt der Gemeindeteil Busch, ein Gemeindeteil des Storkower Ortsteils Görsdorf, östlich in rund 1,4 km Entfernung Groß Schauen. Die Bundesstraße 246 führt nördlich des Wohnplatzes von Südwesten kommend in nordöstlicher Richtung vorbei.

## Geschichte
Bereits im Jahr 1209 wurde ein Fischerhaus Kelnize urkundlich erstmals erwähnt, doch erst 1801 wurde es als Fischerhaus „bei uns zu Groß Schauen“ geführt. Die Schreibweise wandelte sich im Laufe der Jahrhunderte von die Kelnitz (1424, 1489) zu Kellnitz, Köllnick im Jahr 1805. Es war im Jahr 1837 ein Vorwerk, das zu Groß Schauen zählte. Offenbar kam es in dieser Zeit zu einer Auseinandersetzung zwischen Einwohnern der Region mit dem damaligen Fischereipächter Franz Kaumann. Ihm wurde vorgeworfen, unvorschriftsmäßige Netze für den Fischfang einzusetzen. Die Auseinandersetzungen mündeten in den 1840er Jahren in einen Prozess gegen den Fischer. Im Wohnplatz lebten im Jahr 1858 lediglich zwei Personen; es gab ein Wohn- und zwei Wirtschaftsgebäude. Drei Jahre später erschienen die Schreibweisen Köllnitz, Kellnitz und abermals Köllnick. Im Jahr 1885 lebten drei, zehn Jahre später sechs Personen im Ort. Zwischenzeitlich war ein gleichnamiges Chausseehaus entstanden, in dem – zusammen mit dem Fischerhaus – im Jahr 1925 insgesamt zwölf Personen lebten.  Im Jahr 1939 kam das Fischerhaus Köllnitz als Wohnplatz zur damals selbstständigen Gemeinde Bugk (seit 2003 ein Ortsteil von Storkow (Mark)) und war dort 1939 ein Wohnplatz der Landgemeinde Bugk.
Nach dem Zweiten Weltkrieg wurde der Gutsbesitzer Egon Graf von Hacke, dem neben Bugk und dem Bugker See auch die Fischerei Köllnitz gehörte, enteignet. Zur Zeit der DDR bestand im Jahr 1977 die PG Werktätiger Fischer Köllnitz als Teil der LPG Groß Schauen. Im 21. Jahrhundert ist an dem Wohnplatz ein Fischer mit Hofladen und Restaurant ansässig. Auf dem Gelände ist eine Informationsausstellung der Sielmanns Naturlandschaft Groß Schauener Seen.